# Лак ки Паръл (окръг, Минесота)
Окръг Лак ки Паръл (на английски: Lac qui Parle County) е окръг в щата Минесота, Съединени американски щати. Площта му е 2015 km², а населението - 8067 души (2000). Административен център е град Медисън.